# Cainscross
Cainscross – wieś w Anglii, w hrabstwie Gloucestershire, w dystrykcie Stroud. Leży 15 km na południe od miasta Gloucester i 149 km na zachód od Londynu.